# Nymphon hiemale
Nymphon hiemale is een zeespin uit de familie Nymphonidae. De soort behoort tot het geslacht Nymphon. Nymphon hiemale werd in 1907 voor het eerst wetenschappelijk beschreven door Hodgson. 